# Chlorophorus aegyptiacus
Chlorophorus aegyptiacus är en skalbaggsart som först beskrevs av Fabricius 1775.  Chlorophorus aegyptiacus ingår i släktet Chlorophorus och familjen långhorningar. IUCN kategoriserar arten globalt som otillräckligt studerad. Inga underarter finns listade i Catalogue of Life.